# Formas de tratamento no Reino Unido
A página Predefinição:Peerage/styles.css não tem conteúdo.
Formas de se dirigir, tratamento, no Reino Unido são dadas abaixo. Para obter mais informações sobre Cortesia Títulos de ver Títulos de cortesia no Reino Unido.

## Abreviações
Vários termos foram abreviado na tabela abaixo. Os formulários utilizados na tabela são dadas em primeiro lugar, seguido pela alternativa aceitável abreviações entre parênteses.
- Sua Majestade: SM
- Seu/Sua Alteza Real: SAR
- Sua Graça: SG
- O Nobre: ON
- O Mais Ilustre: O Mais Querido, O Mais Ilustre)
- O Muito Honorável: OMO
- O Ilustre: O Ilu
- O Muito Honrado: O Muito Hon
- A Mais Reverendo: O revmo (Mais Revd ou Mais Rev )
- O Senhor Reverendo: O reverendo (A Rt Revd ou O reverendo )
- O Muito Reverendo: O reverendíssimo (O Revd ou Muito Rev )
- O Reverendo: O Rev (O Revd ou O Rev )
- O Venerável: O Ven (A Venble)

## Realeza
| Posição | Endereçamento                                                                                                | Saudação escrita | Saudação Oral                            |
| --- | --- | ---------------- | ---------------------------------------- |
| Rei | SM O Rei | Sua Majestade    | Vossa Majestade, e após como "Senhor"    |
| Rainha | SM A Rainha                                                                                                  | Sua Majestade    | Vossa Majestade, e após como "Madame" )  |
| Príncipe de Gales                                                                                          | SAR O Píncipe de Gales                                                                                       | Sua Alteza Real  | Vossa Alteza Real, e após como "Senhor"" |
| Esposa do Pincipe de Gales                                                                                 | SAR A de Princesa Gales (tradicionalmente) SAR A Duquesa de Rothesay (na Escócia) SAR A Duquesa da Cornualha | Sua Alteza Real  | Vossa Alteza Real, após como "Madame"    |
| Princesa Real                                                                                              | SAR A Princesa Real                                                                                          | Sua Alteza Real  | vossa Alteza Real, e após "Madame"       |
| Pares Reais (masculino)                                                                                    | SAR O Duque de westminster, ex., SAR O Duque de sussex                                                       | Sua Alteza Real  | Vossa Alteza Real, e após como "Senhor"  |
| pares Reais (feminino)                                                                                     | SAR A Duquesa dewestminster, ex., SAR A Duquesa de sussex                                                    | Sua Alteza Real  | Vossa Alteza Real e após como "Madame"   |
| Filho do Soberano (que não pertence ao pariato)                                                            | SAR O Principe John                                                                                          | Sua Alteza Real  | Vossa Alteza Real, e após como "Senhor"  |
| Esposa do Filho do Soberano (que não pertence ao pariato)                                                  | SAR A Princesa John                                                                                          | Sua Alteza Real  | Vossa Alteza Real, após como "Madame"    |
| Filha do Soberano (que não pertence ao pariato)                                                            | SAR A Princesa Mary                                                                                          | Sua Alteza Real  | Vossa Alteza Real, após como "Madame"    |
| Filhos do Príncipe de Gales (que não pertence ao pariato)                                                  | SAR Luís de Gales                                                                                            | Sua Alteza Real  | Sua Alteza Real, e após como "Senho      |
| Filhas do Príncipe de Gales (que não pertence ao pariato)                                                  | SAR Carlota de Gales (2015)                                                                                  | Sua Alteza Real  | Vossa Alteza Real, após como "Madame"    |
| Neto do soberano, filho mais velho do Príncipe de Gales (que não pertence ao pariato)                      | SAR Jorge de Gales                                                                                           | Sua Alteza Real  | Vossa Alteza Real, e após como "Senhor"  |
| Nora do Príncipe de Gales (que não pertence ao pariato)                                                    | SAR Princesa John de gales, ex., SAR Princesa Michael de Kent                                                | Sua Alteza Real  | Vossa Alteza Real, e após como "Senhor"  |
| Neto do Soberano (que não pertence ao pariato) (Exceto os filhos do filho mais velho do Príncipe de Gales) | SAR Archie de Sussex                                                                                         | sua alteza real  | Vossa Alteza Real, e após como "Senhor"  |
| Neta do Soberano (que não pertence ao pariato) (Exceto as filhas do filho mais velho do Príncipe de Gales) | SAR Lilibet de Sussex                                                                                        | sua alteza real  | Vossa Alteza Real, e após como "madame"  |
| BIsneto do Soberano (que não pertence ao pariato) (Exceto filhos do filho mais velho do Príncipe de Gales) | O Lord John Mountbatten-Windsor, ex., O Lord Nicholas Windsor                                                | Caro Lord John   | Lord John                                |
| Esposa do bisneto do Soberano (que não pertence ao pariato)                                                | A Lady John Mountbatten-Windsor, ex., A Lady Nicholas Windsor                                                | QueridaLady John | Lady John                                |

Comunicação formal no London Gazette , lê-se: "A Rainha agraciou por Cartas Patentes sob o Grande Selo do Reino, datada de 31 de dezembro de 2012, para declarar que todas as crianças do filho mais velho do Príncipe de Gales devem ter e gozar do estilo, título e atributos de Alteza Real, com o titular da dignidade de Príncipe ou Princesa prefixado ao seu nomes Cristãos ou com outros títulos de honra." Isto se refere a todas as crianças do Duque e da Duquesa de Cambridge.

## A nobreza

### Pares e Não Pares
| Posição                                                                                  | No envelope | Saudação na carta                              | Direcionamento Oral                        |
| ---------------------------------------------------------------------------------------- | --- | ---------------------------------------------- | ------------------------------------------ |
| Duque                                                                                    | (Sua Graça) O Duque de Londres                                                                                              | Meu Lord Duque ou Caro Duque (de Londres)      | Sua Graça ou Duque                         |
| Duquesa                                                                                  | (Sua Graça) A Duquesa de Londres                                                                                            | Madame ou Cara Duquesa (de Londres)            | Sua Graça ou Duquesa                       |
| Marquês                                                                                  | (O Mais Querido) O Marquês de Londres                                                                                       | Meu Lord Marquês ou Caro Lord Londdres         | Meu Lord ou Sua Senhoria ou Lord Londres   |
| Marquesa                                                                                 | (A Mais Querida) A Marquesa de Londres                                                                                      | Madame ou Cara Lady Londres                    | Minha Lady ou Sua Senhoria ou Lady Londres |
| Earl(Conde)                                                                              | (O Mais Querido) O O Earl de Londres                                                                                        | Meu Lord ou Caro Lord Londres                  | Meu Lord ou Sua Senhoria ou Lord Londres   |
| Condessa                                                                                 | (OMO) A Countessa de Londres                                                                                                | Madame ou Cara Lady Londres                    | Minha Ladyou Sua Senhoria ou Lady Londres  |
| Visconde                                                                                 | (OMO) O Viscounde Londres                                                                                                   | Meu Lord ou Caro Lord Londres                  | Meu Lord ou Sua Senhoria ou Lord Londres   |
| Viscondessa                                                                              | (OMO) A Viscondessa London                                                                                                  | Madame ou Cara Lady London                     | Minha Ladyor Sua Senhoria ou Lady Londres  |
| Barão Lord do Parlamento                                                                 | (OMO) O Lord Londres | Meu Lord ou Caro Lord Londres                  | Meu Lord ou Sua Senhoria ou Lord Londres   |
| Baronesa (em seu próprio direito)                                                        | (OMO) A Lady Londres ou (OMO) a Baronesa Londres                                                                            | Madame ou Cara Lady Londres                    | My Ladyor Sua Senhoria ou Lady Londres     |
| Baronesa (em direito do marido) Lady do Parlamento (em seu próprio direito ou do marido) | (OMO) A Lady Londres | Madame ou Cara Lady London                     | My Ladyor Sua Senhoria ou Lady Londres     |
| Barão Escocês (não pariato- nobreza menor)                                               | (O Muito Hon) John Smith de Edinburgh ou (O Muito Hon) John Smith, Barão de Edinburgh ou (O Muito Hon) O Barão de Edinburgh | Sir(Senhor) ou Caro Edinburgh or Caro Barão    | Edinburgh ou Barão                         |
| Baronesa Escocesa ou ou Esposa do Barão                                                  | Com baronesa substituindo "Madame" em primeiro nome e substitutindo "Baronesa" por "Barão", ou Lady Edinburgh               | Madame ou Cara Baronesa ou Cara Lady Edinburgh | Madame ou Baronesa ou Lady Edinburgh       |

### Filhos mais velhos, netos e bisnetos de duques, marqueses e condes
| Posição | Em envelopes               | Saudação em carta                    | Adereçamento oral                    |
| --- | -------------------------- | ------------------------------------ | ------------------------------------ |
| (Filhos mais velhos de duques, marqueses e condes usar seu pai mais velho título subsidiário como título de cortesia: nota a ausência de "A" antes do título. Se aplicável, os filhos mais velhos de cortesia marqueses ou de cortesia earls também usar um título subsidiário de seu (grande) avô, que é o escalão mais baixo do que a usada por seu pai. Filhas mais velhas não têm a cortesia de títulos; todos os cortesia pares são esposas de cortesia colegas.) |                            |                                      |                                      |
| Cortesia Marquês | (Ao) Marquês de Londres    | Meu Senhor ou Prezado Senhor Londres | Meu Senhor ou Senhor Londres         |
| Cortesia de Marquês de mulher | (A) Marquesa de Londres    | A senhora ou Querida Senhora Londres | Minha Senhora, ou Senhora De Londres |
| Cortesia Conde | (O) Conde de Londres       | Meu Senhor ou Prezado Senhor Londres | Meu Senhor ou Senhor Londres         |
| Cortesia esposa de Conde | (A) Condessa de Londres    | A senhora ou Querida Senhora Londres | Minha Senhora, ou Senhora De Londres |
| Cortesia Visconde | (O) Visconde de Londres    | Meu Senhor ou Prezado Senhor Londres | Meu Senhor ou Senhor Londres         |
| Cortesia da esposa do Visconde | (A) Viscondessa De Londres | A senhora ou Querida Senhora Londres | Minha Senhora, ou Senhora De Londres |
| Cortesia do Barão Cortesia Senhor do Parlamento | (O) Senhor Londres         | Meu Senhor ou Prezado Senhor Londres | Meu Senhor ou Senhor Londres         |
| Cortesia da esposa do Barão Esposa de Cortesia Senhor do Parlamento | (A) Senhora Londres        | A senhora ou Querida Senhora Londres | Minha Senhora, ou Senhora De Londres |

### Herdeiros aparentes e herdeiros presuntivo dos pares escoceses
| Posição | Em envelopes          | Saudação em carta                      | Saudação Oral       |
| --- | --------------------- | -------------------------------------- | ------------------- |
| (Herdeiros aparentes e herdeiros presuntivo do pariato escocês usa os títulos de "Mestre" e "Senhora"; estas são substantivos, e não de títulos de cortesia. Se, no entanto, o indivíduo é o filho mais velho de um Duque, Marquês, ou Conde, em seguida, ele usa o apropriado título de cortesia, como observado acima.) |                       |                                        |                     |
| Par escocês herdeiro-aparente ou herdeiro presuntivo | O Mestre de Edimburgo | Sir ou Caro Mestre de Edimburgo        | Sir ou Mestre       |
| Par escocês de herdeira aparente ou herdeira-presuntiva | A Dona de Edimburgo   | A senhora ou Caro Senhora de Edimburgo | A senhora ou Amante |

### Filhos, netos e bisnetos de pares
| Posição | Em envelopes             | Saudação em letra de                      | Oral endereço               |
| --- | ------------------------ | ----------------------------------------- | --------------------------- |
| filho mais novo de Duque (De cortesia) filho mais novo deMarquês | (O) Senhor João Da Silva | Meu Senhor ou Prezado Senhor João (Smith) | Meu Senhor ou Senhor João   |
| esposa do filho mais novo de Duque (De cortesia) Marquês do filho mais novo da esposa                                                                                                  | (A) Senhora John Smith   | A senhora ou Querida Senhora João         | Minha Senhora, ou Lady John |
| (De cortesia) filho mais novo de Earl (De cortesia) filho do Visconde (De cortesia) Barão do filho (De cortesia) filho do Senhor do Parlamento                                         | Querido John Smith       | Sir ou Caro Senhor Smith                  | Sir ou Sr Smith             |
| (De cortesia) esposa do filho mais novo do Earl (De cortesia) esposa do filho do Visconde (De cortesia) esposa do filho do Barão (De cortesia) esposa do filho do Senhor do Parlamento | A Hon Sra. John Smith    | A senhora ou Querida Mrs Smith            | A senhora ou Sra Smith      |

### Filhas, netas e bisnetas de pares
| Posição | Em cartas                                                                                           | Saudação em carta                  | Saudação Oral                   |
| --- | --------------------------------------------------------------------------------------------------- | ---------------------------------- | ------------------------------- |
| (Se a filha de um par ou possuidor do título de cortesia e casa com outro par ou do título de cortesia, ela levaa classificação do seu marido. Se ela se casa com outra pessoa, ela mantém a sua classificação e o título, utilizando-se do sobrenome do marido, em vez do seu nome de solteira.) | |                                    |                                 |
| filha do Duque (De cortesia) filha do Marquês (De cortesia) filha do Conde (solteiro ou casado com um plebeu) | (A) Senhora Maria Smith (se solteira), (A) Senhora Mary Brown (Sobrenome do marido , se for casada) | A senhora ou Querida Senhora Maria | Minha Senhora, ou Senhora Maria |
| (De cortesia) filha do do Visconde (De cortesia) filha do Barão (De cortesia) filha do Senhor do parlamento (solteira) | A Hon Mary Smith                                                                                    | A senhora ou Cara Senhorita Smith  | A senhora ou Miss Smith         |
| (De cortesia)filha do Visconde (De cortesia) filha do Barão (De cortesia) filha do Senhor do Parlamento (casada com um plebeu) | A Hon Sra Brown (sobrenome do marido)                                                               | A senhora ou Querida Mrs Brown     | A senhora ou Mrs Brown          |

## Gentry e nobreza menor[7]

### Baronetes
| Posição                           | Em cartas                                                                                      | Saudação em carta                       | Saudação Oral                   |
| --------------------------------- | ---------------------------------------------------------------------------------------------- | --------------------------------------- | ------------------------------- |
| Baronete                          | Sir John Smith, Bt (ou Bart)                                                                   | Sir ou Caro Sir John (Smith)            | Sir ou Sir John                 |
| Baronetess em seu próprio direito | Dama Mary Smith, Btss                                                                          | A senhora ou Querido Dame Maria (Smith) | A senhora ou Dame Maria         |
| Baronete (esposa)                 | Senhora Smith                                                                                  | A senhora ou Querida Senhora Smith      | Minha Senhora, ou Senhora Smith |
| Baronete, (ex-esposa)             | Maria, Senhora Smith                                                                           | A senhora ou Querida Senhora Smith      | Minha Senhora, ou Senhora Smith |
| Baronete, (viúva)                 | Maria, Senhora Smith, Nobre Senhora Smith, ou a Senhora Smith se o herdeira titular é solteira | A senhora ou Querida Senhora Smith      | Minha Senhora, ou Senhora Smith |

### Cavaleiros
| Posição                                         | Em cartas       | Saudação em carta                          | Saudação Oral                   |
| ----------------------------------------------- | --------------- | ------------------------------------------ | ------------------------------- |
| Cavaleiro (de qualquer ordem)                   | Sir John Smith  | Sir ou Caro Sir John (Smith)               | Sir ou Sir John                 |
| Senhora (da Ordem da Jarreteira ou o Cardo)     | Lady Mary Smith | A senhora ou Querida Senhora Maria (Smith) | Minha Senhora, ou Senhora Maria |
| Dama (de uma ordem outra que a Liga ou o Cardo) | Dama Mary Smith | A senhora ou Querido Dama Maria (Smith)    | A senhora ou DamaMaria          |
| Cavaleiro da mulher                             | Senhora Smith   | A senhora ou Querida Senhora Smith         | Minha Senhora, ou Senhora Smith |

### Barão escocês (não-par da nobreza)
| Posição                                | Em cartas | Saudação em carta                                          | Sadação Oral                                    |
| -------------------------------------- | --- | ---------------------------------------------------------- | ----------------------------------------------- |
| Barão Feudal                           | Muito Querido John Smith de Edimburgo ou O Muito Querido John Smith, Barão de Edimburgo ou Muito Hon Barão de Edimburgo                      | Sir ou Querido Edimburgo ou Caro Barão                     | Edimburgo ou Barão                              |
| Baronesa feudal Esposa do Barão Feudal | Como o barão feudal, a substituição de "Senhora" para o primeiro nome e a substituição de "Baronesa" para o "Barão", ou Senhora De Edimburgo | A senhora ou Querida Baronesa ou Querida Senhora Edimburgo | A senhora ou A baronesa ou Senhora De Edimburgo |

### Chefes, chieftains (chefes de tribo) e lairds( mulher com grande propriedade)
| Posição                                                                                                 | Em cartas | Saudação em carta                                                                         | Saudação Oral                                                      |
| --- | --- | ----------------------------------------------------------------------------------------- | ------------------------------------------------------------------ |
| - Chefe, chieftain ou laird (Apenas lairds reconhecida em uma designação territorial por o Senhor Lyon) | João silva de Smith ou João silva de Edimburgo ou João silva de Laia ou O Smith de Smith ou O Smith de Edimburgo ou O Smith (varia de acordo com a família) (2ª forma de endereço acima se aplica para lairds) | Sir ou Querido Edimburgo (se o nome de lugar no título) ou Querido Smith (caso contrário) | Edimburgo (se o nome de lugar no título) ou Smith (caso contrário) |
| Chefe feminina, chieftain ou laird ou - Chefe, chieftain ou laird mulher                                | - Chefe, chieftain ou laird, mulher, substituindo "Senhora" ou "Senhora" para a primeira nome ou "A" ou A Senhora Edimburgo                                                                                    | A senhora ou como no envelope                                                             | A senhora ou como no envelope                                      |
| Chefe (etc.) herdeiro aparente                                                                          | João silva de Edimburgo, yr ou John Smith, yr de Edimburgo ou João silva de Edimburgo (última apenas se diferente do primeiro nome do pai)                                                                     | Sir ou Queridos Jovem de Edimburgo ou Caro Senhor Smith de Edimburgo                      | Sir ou Jovem de Edimburgo ou O Jovem de Edimburgo                  |
| Chefe (etc.) esposa do herdeiro aparente                                                                | Mrs Smith de Edimburgo, yr ou Sra Smith, yr de Edimburgo | A senhora ou Querida Sra Smith de Edimburgo                                               | A senhora ou Sra Smith de Edimburgo                                |
| Chefe (etc.)"s filha (se nenhum senior)                                                                 | Miss Smith de Edimburgo ou Jane Smith, 'Maid' de Edimburgo | A senhora ou Cara Senhorita Smith de Edimburgo ou Querida dama de Edimburgo               | A senhora ou Miss Smith de Edimburgo ou Maid de Edimburgo          |
| Chefe (etc.)"s a filha mais nova                                                                        | Senhorita Mary Smith de Edimburgo | A senhora ou Cara Senhorita Smith de Edimburgo                                            | A senhora ou Miss Smith de Edimburgo                               |

## Clero

### Igreja da Inglaterra
Estilos semelhantes também são aplicadas ao clero de status equivalente em outras organizações religiosas.
| Posição                                       | Em Carta                                                | Saudação em carta                                | Saudação Oral                                                                                           |
| --------------------------------------------- | ------------------------------------------------------- | ------------------------------------------------ | --- |
| O arcebispo                                   | A Mais Rev Rt Hon O Senhor Arcebispo de Canterbury/York | Querido Arcebispo                                | Sua Graça ou O arcebispo                                                                                |
| O arcebispo, que não está no Conselho Privado | O revmo Senhor Arcebispo de Gales                       | Querido Arcebispo                                | Sua Graça ou O arcebispo                                                                                |
| Bispo diocesano no Conselho Privado           | O reverendo e Rt Hon O Senhor Bispo de Londres          | Querido Bispo                                    | Meu Senhor ou Bispo                                                                                     |
| Bispo diocesano ou sufragâneo                 | O reverendo Senhor Bispo de Durham                      | Querido Bispo                                    | Meu Senhor ou Bispo                                                                                     |
| Dean                                          | O reverendíssimo Reitor de York                         | Caro Senhor/Senhora Dean                         | Dean ou Senhor/A Senhora Dean                                                                           |
| Arquidiácono                                  | O Ven O Arcediago de Londres                            | Querido Arquidiácono                             | Arquidiácono                                                                                            |
| Prebendario                                   | Rev Prebendario Smith                                   | Querido Prebendario Smith                        | Prebendario                                                                                             |
| Canon                                         | Rev Canon John Smith                                    | Querido Canon                                    | Canon                                                                                                   |
| Padre                                         | Rev John Smith ou o Padre John Smith                    | Prezado Sr./Sra. Smith ou Querido(a) Padre Smith | Sr./Sra Smith ou Padre João/Smith ou Vigário/Reitor/Prebendario/a Coadjutor/Capelão etc. como aplicável |
| Diácono                                       | Rev Diácono João da silva ou Rev John Smith             | Prezado Sr./Ms Smith ou Querido Diácono Smith    | Diácono Smith ou o Sr./Ms Smith                                                                         |

O uso de "Senhor", como aplicado a um bispo pré-datas no Reino Unido, é bem estabelecida por convenção.
É mais usual para abreviar o Reverendo Rev prefiro que Rev.
Onde um nome pessoal não é utilizado por um sacerdote ou um diácono, o modo de endereço é Rev Mr etc., por exemplo, o Rev é usado com o título de costume. Sem esse título, a utilização de Rev com um apelido refere-se à não-Anglicanos, clero protestantes, enquanto que o clero Católico a favor Padre.
Para mais detalhes, ver Crockford Guia de endereçamento do Clero.
Clero: 'apresentar como o Lúcio ou o Padre de Lúcio, de acordo com a sua preferência' (Debrett Etiqueta e Modernas Maneiras de 1981 pg230)

### Igreja da Escócia
Deve ser destacado que a Igreja da Escócia, a Igreja Presbiteriana, reconheça que o estado é concedido apenas títulos como cortesia. No tribunal de justiça (Montagem, Presbitério e de Sessão) podem ser tratadas apenas como Senhor, Senhora, Senhorita, Dr., Prof, etc. dependendo do desempenho acadêmico. Assim, os ministros são endereçado corretamente, como, por exemplo Sr Smith ou Sra Smith, a menos que tenham um maior grau acadêmico ou de compromisso, ( Dr. Smith ou Prof. Smith. Trata-se de "infra dig', para utilizar o título de " Rev " e até mesmo o uso de 'o Rev Senhor' requer sensibilidade para oficial de estilo.
| Posição                                                  | Em envelopes                        | Saudação em carta | Saudação Oral               |
| -------------------------------------------------------- | ----------------------------------- | ----------------- | --------------------------- |
| Senhor Alto Comissário para a Assembleia Geral           | Sua Graça, O Senhor Alto Comissário | Sua Graça         | Sua Graça ou Senhor/senhora |
| Clero                                                    | Rev John Smith                      | Caro Senhor Smith | Sr Smith/Dr Smith etc.      |
| Atual Moderador da Assembléia Geral da Igreja da Escócia | O Direito Rev John Smith            | Caro Senhor Smith | Sr Smith/Dr Smith etc.      |
| Ex-Moderadores da Assembléia Geral da Igreja da Escócia  | O Reverendíssimo John Smith         | Caro Senhor Smith | Sr Smith/Dr Smith etc.      |

## Poder judiciário

### Reino Unido
| Posição                                | Em cartas           | Saudação em carta | Saudação Oral | No tribunal   |
| -------------------------------------- | ------------------- | ----------------- | ------------- | ------------- |
| Homem da Justiça, do Supremo Tribunal  | O Senhor Smith, PC  | Senhora Smith     | Senhor Smith  | Meu Senhor    |
| Mulher da Justiça, do Supremo Tribunal | A Senhora Smith, PC | Senhora Smith     | Senhora Smith | Minha Senhora |

#### Inglaterra e País de Gales
| Posição                                           | Nas cartas                                                          | Saudação em carta     | Saudação Oral         | Na corte      |
| ------------------------------------------------- | ------------------------------------------------------------------- | --------------------- | --------------------- | ------------- |
| Lord Chefe da Justiça                             | The Rt Hon. the Lord Chefe da Justiça da Inglaterra e País de Galês | Lord Chefe da Justiça | Lord Chefe da Justiça | Meu Lord      |
| Homem Lord Justiça de Apelação                    | Ot Hon. Lord da Justiça (John) Smith                                | Lord Justiça          | Lord Justiça          | Meu Lord      |
| Homem Lord Justiça de Apelação (Aposentado)       | O Rt Hon. Sir John Smith                                            | Juiz or Sr John       | Sr John               | Meu Lord      |
| Mulher "Lord" da Justiça de Apelação              | A Rt Hon. Lady Justice (Mary) Smith, DBE                            | Lady Justiça          | Lady Justiça          | Minha Lady    |
| Mulher "Lord" da Justiça de Apelação (aposentada) | A Rt Hon. Dama Mary Smith, DBE                                      | Juíza ou Dama Mary    | DameaMary             | Minha Lady    |
| Alta Corte de Justiça (homem)                     | O Hon. Sr Justiça (John) Smith                                      | Juiz                  | Juiz                  | Meu Lord      |
| Alta Corte de Justiça (homem-aposentado)          | Sr John Smith                                                       | Judge or Sir John     | Sr John               | Meu Lord      |
| Alta Corte de Justiça (mulher)                    | A Hon. Sra Justiça (Mary) Smith, DBE                                | Juíza                 | Juíza                 | Minha Lady    |
| Alta Corte de Justiça (mulher - aposentada)       | Dama Mary Smith, DBE                                                | Juíza ou Dama Mary    | Dama Mary             | Minha Lady    |
| Magistrado que esteve no Conselho da Rainha/Rei** | Seu Honorável Juiz (John) Smith, QC                                 | Juiz                  | Juiz                  | Sua Honorável |
| Magistrado**                                      | Seu Honorável Juiz (John) Smith                                     | Juiz                  | Juiz                  | Sua Honorável |
| Juiz distrital                                    | Juiz distrital (John) Smith                                         | Juiz                  | Sr ou Madame          | Sr ou Madame  |
| Mestre da Alta Corte                              | Mestre(John) Smith                                                  | Mestre                | Mestre*               | Mestre*       |
| Alto tribunal registrador                         | Sr (ou Sra) Registrador(a) Smith                                    | Registrador           | Sr ou Madame          | Sr ou Madame  |
| Juiz de paz                                       | Sr John Smith, JP                                                   | Sr Smith              | Sr Smith              | Sua venerada  |

#### A Escócia
| Posição                                                                     | Em cartas                                                                                                  | Saudação em cartas                     | Saudação Oral                          | No tribunal              |
| --------------------------------------------------------------------------- | --- | -------------------------------------- | -------------------------------------- | ------------------------ |
| Senhor Presidente do Tribunal de Sessão/Senhor Justiça-Geral da Escócia     | O Rt Hon. (a) Senhor/Senhora Smith Senhor Presidente do Tribunal de Sessão/Senhor Justiça-Geral da Escócia | Senhor Presidente Senhor Justiça Geral | Senhor Presidente Senhor Justiça Geral | Meu Senhor/Minha Senhora |
| Senhor Secretário Da Justiça                                                | O Rt Hon. (a) Senhor/Senhora Smith Senhor Secretário da Justiça                                            | Senhor Secretário Da Justiça           | Senhor Secretário Da Justiça           | Meu Senhor/Minha Senhora |
| O senador do Colégio de Justiça e o Presidente da Terra Escocesa - Tribunal | O exmo./Rt Exmo. (a) Senhor/Senhora Smith                                                                  | Senhor/Senhora Smith                   | Senhor/Senhora Smith                   | Meu Senhor/Minha Senhora |
| Xerife Principal                                                            | Xerife Principal Smith (QC deve ser adicionado quando aplicável)                                           | Xerife Principal Smith                 | Xerife Principal Smith                 | Meu Senhor/Minha Senhora |
| Xerife                                                                      | Xerife Smith (QC deve ser adicionado quando aplicável)                                                     | Xerife Smith                           | Xerife Smith                           | Meu Senhor/MinhaSenhora  |
| Stipendiario Magistrado                                                     | Senhor João/Sra Mary Smith                                                                                 | Sr./Sra Smith                          | Sr./Sra Smith                          | Sua Honra                |
| Justiça de Paz                                                              | Senhor João/Sra Mary Smith                                                                                 | Sr./Sra Smith                          | Sr./Sra Smith                          | Sua Honra                |

Um juiz é apenas o primeiro nome faz parte de seu estilo judiciário, se, no momento da sua nomeação, há um juiz sênior com o mesmo sobrenome. Assim, se há um "Justiça Smith", subsequente juízes será "Justiça John Smith", "Sra JustiçaMaria Silva", etc. um membro da Barra (mas não um advogado) aborda um Circuito Juiz ou superior, fora do tribunal, como "Juiz".
- *se o superior Tribunal de Mestre é macho ou fêmea.
- **Alguns Circuito de Juízes, por exemplo, O Gravador de Liverpool ou circuito de juízes no Tribunal Criminal Central – são resolvidos no tribunal como "Meu Senhor" ou "Senhora".